# Kate Levering
Kate Levering née le 3 janvier 1979 à Sacramento, Californie est une actrice et danseuse américaine.

## Biographie
Vie privée : En 2013, Kate s'est mariée avec Reza Jahangiri, ils ont deux enfants.

## Filmographie

### Cinéma
- 2009 : Like Dandelion Dust : Molly Campbell
- 2013 : Breaking the Girls : Nina Layton

### Télévision
- 2002 : New York, unité spéciale : Kitty (saison 4, épisode 4)
- 2004 - 2005 : Kevin Hill : Veronica Carter
- 2006 : Medium : Dr. Elizabeth Randall (saison 3, épisode 16)
- 2006 : Cold Case : Affaires classées : Darla Dunaway (saison 3, épisode 14)
- 2006 : Close to Home : Juste Cause : Tess Middleton (saison 2, épisode 15 - Désir d'enfant)
- 2007 : Las Vegas : Nicole (saison 4, épisode 10)
- 2008 : Ghost Whisperer : Gina Prince (saison 3, épisode 3)
- 2009 - 2014 : Drop Dead Diva : Kim Kaswell
- 2010 : FBI : Duo très spécial : Grace Quinn (saison 1, épisode 12 - Bottlenecked)
- 2010 : NCIS : Los Angeles : Jillian Leigh (saison 2, épisode 7 - Anonymous)